# 박민정 (소설가)
박민정(朴玟貞, 1985년 ~ )은 대한민국의 소설가이다. 중앙대학교 문예창작학과와 동 대학원 문화연구학과 졸업. 2009년 작가세계 신인상에 단편 소설 〈생시몽 백작의 사생활〉이 당선되어 활동을 시작했다. 소설집 《유령이 신체를 얻을 때》, 《아내들의 학교》, 장편소설 《미스 플라이트》가 있다. 김준성문학상, 문지문학상을 수상했으며 2018년 〈세실, 주희〉로 젊은작가상 대상을 수상했다.
열일곱 살 때부터 소설을 쓰기 시작했다고 밝히고 있다. 백일장에 나가야 한다고 하면 학교 수업을 빠질 수 있었기에 계속해서 고등학교 문예부에 있었다고 한다. 문학은 작가에게 "재미있는 일탈"이었다고 표현하였다. 소설 외에는 역사에 관심이 있다고 밝혔다.

## 저작

### 장편소설
- 미스 플라이트 (2018년)
- 백년해로외전 (2024년)

### 단편 소설
- 아내들의 학교 (2016년)
- 행복의 과학 (2017년)
- 바비의 분위기 (2017년)
- 세실 주희 (2018년)
- 모르그 디오라마 (2019년)
- 전교생의 사랑 (2023년)

### 소설집
- 유령이 신체를 얻을 때 (2014년)
- 아내들의 학교 (2017년)
- 바비의 분위기 (2020년)